# 辻本憲一
辻本 憲一（つじもと けんいち）は、日本のトランペット奏者。

## 経歴
大阪明星高等学校卒業。東京藝術大学音楽学部器楽科卒業。
1997年東京フィルハーモニー交響楽団入団。
2000年・2001年アフィニス文化財団の奨学金を受けドイツのハンブルグに留学。
2004年東京フィルハーモニー交響楽団首席奏者就任。
2016年より読売日本交響楽団首席奏者就任。
尚美ミュージックカレッジディプロマコース講師、洗足学園音楽大学講師。昭和音楽大学講師、東京音楽大学講師、東京藝術大学講師。
これまでにトランペットを野間裕史、北村源三、杉木峯夫、福田善亮、マティアス へフスに師事。
ブラスヘキサゴン、東京トランペットカルテット、Brass Code12のメンバー。製作会社ノイジークロークにて『三國志14』『前田建設ファンタジー営業部』など数多くの作品に参加している。

## 受賞歴
- 1996年 第65回日本音楽コンクール第二位、特別賞受賞
- 1996年 第13回日本管打楽器コンクール第二位受賞
- 2000年 エリーゼマイヤーコンクール第一位受賞

## 功績
- トランペットという演奏難度の高い楽器を、現在の水準まで向上させた日本におけるパイオニアである。
- 後進の指導にも積極的であり、現在日本国内で活躍するトランペット奏者の多くが、辻本の弟子である。
- 現在でも大学講師という立場だけでなく、自らミュージック・キャンプ等を通してプロ・アマ交流の場を積極的に作ることで、日本のトランペット界全体の交流と発展を担う立場としても活躍している。